# Jaworie
Jaworie 515.22; słow. Javorie – pasmo górskie w środkowej Słowacji. Należy do Łańcucha Rudaw Słowackich w Wewnętrznych Karpatach Zachodnich. 
Jaworie graniczy z Górami Szczawnickimi na zachodzie, z Kotliną Zwoleńską na północy oraz z Rudawami Weporskimi i Kotliną Łuczeńską na wschodzie. Na południu stopniowo opada w Pogórze Krupińskie, stanowiące część Kotliny Południowosłowackiej. Pasmo ma zwarty kształt i wymiary w przybliżeniu 20 na 12 km. Dzieli się na trzy mikroregiony: 
- pasmo Javornianska hornatina na południu, z najwyższymi szczytami Javorie – 1044 m n.p.m. i Priečne – 1023 m n.p.m.,
- kotlina Podlysecká brázda w środkowej części pasma,
- pasmo Lomnianska vrchovina na północy, ze szczytem Lomné – 908 m n.p.m.

Jaworie jest pochodzenia wulkanicznego. Jest zbudowane z silnie zniszczonych, miękkich tufów wulkanicznych, wśród których zachowały się żyły andezytowe, tworzące kulminacje. Pasmo jest porośnięte lasami liściastymi. 
W północnej części Jaworia istnieje dość gęsta sieć wsi, niekiedy trudno dostępnych. Południową część pasma zajmuje poligon wojskowy Lešť (Vojenský obvod Lešť). 